# Linia kolejowa Lyon – Grenoble
Linia kolejowa Lyon-Grenoble – linia kolejowa we Francji, łącząca Lyon z Grenoble. Była budowana w latach 1857-1862. Jej długość wynosi 130 km i jest zelektryfikowana napięciem 1500 V na odcinku Lyon-Heyrieux oraz 25 kV - 50 Hz na odcinku Heyrieux-Grenoble.